# كأس السوبر الألباني 2013
بطولة كأس السوبر الألباني 2013 هي النسخة العشرون من بطولة كأس السوبر الألباني ، لعب يوم 18 أغسطس 2013 في الاستاد الوطني بتيرانا ، بين فريق سكندربيو كورتشه الفائز بالدوري وفريق إياتشي الفائز بكأس ألبانيا. وقد انتهت المباراة بفوز سكندربيو كورتشه بالمباراة بنتيجة 4–3 بركلات الترجيح نتيجة انتهاء الوقتين الأصلي والإضافي بالتعادل الإيجابي بين الفريقين بهدف لكل منهما ليحصد لقبه الأول في تاريخ البطولة.

## التفاصيل
| سكندربيو كورتشه                                | 1–1 (ب.و.إ.) | إياتشي                                    |
| ---------------------------------------------- | ------------ | ----------------------------------------- |
| بييتش 7' (بالقدم اليمنى) · أوريليسي 74'، 90+5' |              | بوليان 90+3' (بالقدم اليسرى) · تشارلز 69' |

| الحكام المساعدون: رييدي أفدو إرجين الحكم الرابع: أرديان بتشيري | قوانين المباراة - 90 دقيقة. - 30 دقيقة من الوقت الإضافي إذا لزم الأمر. - ركلات جزاء ترجيحية إذا استمرت النتيجة متعادلة. |